# August von Spee
August Wilhelm Konstantin Hubert Reichsgraf von Spee (* 18. April 1813 in Düsseldorf; † 23. August 1882 auf Schloss Heltorf) war ein deutscher Hofbeamter, Rittergutsbesitzer und Ritterschaftsfunktionär.

## Herkunft und Familie
August von Spee wurde als Sohn des Grafen Franz Graf von Spee und seiner Gemahlin Sophia von Merveldt (1786–1848) auf Heltorf geboren. Er hatte zahlreiche Geschwister. Am 26. Februar 1840 heiratete er in Prag Franziska von Brühl (1818–1844). Aus der Ehe gingen folgende die Kinder hervor: 
- Franz Friedrich (1841–1921) ⚭ Anna Droste zu Vischering
- Elisabeth (1842–1920) ⚭ Erbkämmerer Ferdinand Heribert von Galen und Franziska (1844–1847)

Nach Franziskas Tod heiratete er am 20. Juli 1850 Maria Anna von Galen (1826–1909), eine Schwester seines Schwiegersohnes Ferdinand Heribert. Aus dieser Ehe sind zahlreiche Kinder hervorgegangen: 
- Anna Maria (1851–1925) ⚭ Franz Xaver von Korff
- Friedrich Matthias (1852–1892)
- Maria Theresia (1853–1878)
- Wilhelm Emmanuel (1855–1934) ⚭ 1884 Melanie Gräfin von Waldersdorff (1864–1937)
- Mathilde (1857–1860)
- Leopold Aloys (1858–1920) ⚭ 1894 Leopoldine Gräfin von Waldersdorff (* 1873)
- Pilar (1860–1943)
- Franziska (1862–1945)
- Heribert Ferdinand (1863–1939) ⚭ 1920 Maria Sidonia Gräfin von Brühl (* 1887)
- Friedrich Stephan (1865–1928)
- Ferdinand Anton (1866–1924) ⚭ 1902 Leopoldina Sophie Maria Gräfin von Arco-Zinneberg (* 1876)
- Agnes (1867–1950)
- Johannes (1869–1945)
- Hermann Joseph (1872–1872)

## Werdegang
Nach dem Besuch des Gymnasiums in Düsseldorf studierte er an den Universitäten Bonn und Berlin Rechts- und Kameralwissenschaften. 1834 wurde er Mitglied des Corps Borussia Bonn. Nach dem Tod seines Vaters trat er als Erstgeborener ein umfängliches Erbe an, darunter Schloss Heltorf, auf dem er in der Folge auch mit seiner Familie lebte. August Graf von Spee war Königlich Preußischer Kammerherr, Schlosshauptmann von Brühl, Kreisdeputierter und Ritterhauptmann der Rheinischen Ritterschaft. Als Kreisdeputierter führte er nach Johann Heinrich Kauerz und vor dem Dienstantritt seines jüngeren Bruders Wilderich vom 25. Juli 1863 bis zum 14. März 1864 auftragsweise die Verwaltung des Kreises Düsseldorf.